# Aleuritopteris aurantiaca
Aleuritopteris aurantiaca là một loài thực vật có mạch trong họ Adiantaceae. Loài này được (Cav.) Ching miêu tả khoa học đầu tiên năm 1941.